# Kaiserebersdorf
Kaiserebersdorf est une des 89 communautés cadastrales de la ville de Vienne en Autriche. Elle abrite le château impérial de Kaiserebersdorf.

## Histoire
La ville a longtemps hébergé un important centre pénitentiaire.